# 瞿曇僧伽提婆
僧伽提婆（Saṃghadeva），又作僧伽提和、僧迦禘婆，意譯“眾天”，姓瞿曇氏，罽賓人，晋朝时期著名佛教高僧，為毗曇宗在中國的始祖。

## 简介
僧伽提婆學通三藏，精於《阿毘曇心論》，常誦《三法度論》。 前秦建元中，來到長安傳揚佛法，助僧伽跋澄出《婆須蜜經》。建元19年（383年）出《阿毘曇八揵度》，由竺佛念傳譯。建元末、太元十年（385年）與冀州沙門法和來到洛陽。因逐漸精熟漢語，方知先前出經，多有乖失。在法和請託下，改訂先前在道安譯場所出的《阿毘曇八揵度》、《鞞婆沙阿毘曇》。 
太元十六年（391年），僧伽提婆受慧遠之邀前來廬山翻譯佛經，重譯鳩摩羅跋提（Kumārabuddhi）所出的《阿毘曇心論》及《三法度論》。東晉隆安元年僧伽提婆遊建業（今南京），頗受晉室王公及風流名士崇信，曾為東亭侯王珣講說阿毘曇。隆安二年（398年），由罽賓沙門僧伽羅叉（Saṃgharakṣa）執胡本，僧伽提婆受託傳譯《中阿含經》六十卷，這是中阿含的第二譯。後期經錄稱僧伽提婆也重譯了《增一阿含經》五十一卷，現代研究者認為他只作改訂，而未重譯。